# L'Orchestre rouge (film)
Pour les articles homonymes, voir Orchestre rouge (homonymie).
Pour plus de détails, voir Fiche technique et Distribution.
L'Orchestre rouge est un film français de Jacques Rouffio, sorti en 1989.

## Synopsis
Adaptation du livre de Gilles Perrault, lui-même inspiré des mémoires de l'espion soviétique Leopold Trepper, le film décrit l'activité de l'Orchestre rouge, un réseau d'espionnage soviétique destiné à communiquer à Moscou un grand nombre de renseignements militaires et économiques relatifs aux nazis pendant la Deuxième Guerre mondiale, en France, en Belgique et en Allemagne même.

## Fiche technique
- Titre : L'Orchestre rouge
- Production : Mod Films
- Réalisation : Jacques Rouffio, assisté d'Olivier Péray et d'Antoine Santana
- Scénario : Gilles Perrault
- Musique : Carlo Savina
- Photographie : Pierre-William Glenn
- Son : Michel Desrois
- Montage : Anna Ruiz
- Pays :  France
- Durée : 173 minutes
- Date de sortie : France : 8 novembre 1989

## Distribution
- Claude Brasseur : Otto, M. Gilbert (Léopold Trepper)
- Daniel Olbrychski : Karl Giering
- Dominique Labourier : Lydia Bronstein
- Étienne Chicot : Léo Grossvogel
- Serge Avédikian : Hillel Katz
- Martin Lamotte : Kent (Anatoli Gourevitch)
- Roger Hanin : Ian Berzine
- Barbara De Rossi : Georgie de Winter
- David Warrilow : Piepe
- Adalberto Maria Merli : Berg
- Catherine Allégret : Rita Arnould
- François Berléand : Alfred Corbin
- László Szabó : Arvid Harnack
- Annick Alane : Juliette
- Bernard Charnacé : Heinrich Himmler
- Matthias Habich : Harro Schulze-Boysen
- Eva Ionesco : Margaret
- Jurgen Mash : Wilhelm Canaris
- Boris Bergman : Alamo
- Veruschka von Lehndorff : Anna Maximovitch
- Manfred Andrae : Gestapo Muller
- Christian Charmetant : Jean Marcel
- Marc Betton : le dentiste
- Éric Prat : Keller
- François Joxe : Wenzel
- Michel Caron